# Crosley radio
Crosley radio är ett amerikanskt företag som startades 1920 av Powel Crosley.
Vid den här tiden kostade en radio ca 130 dollar och Crosley hade lovat sin son att köpa en radio till dennes födelsedag. Crosley beslöt att tillverka en radio till mycket lägre pris. Hans produkt kom att kosta 35 dollar och blev snabbt en försäljningssuccé.
Crosley radio tillverkar fortfarande radioapparater och är idag specialiserade på nya apparater som exteriört ser ut som äldre tiders radioapparater.